# Cathédrale de Piazza Armerina
La cathédrale de Piazza Armerina, de son nom complet basilique-cathédrale de la Très-Sainte-Marie-des-Victoires (en italien : basilica cattedrale di Maria Santissima delle Vittorie) est une église catholique romaine de Piazza Armerina, en Italie. Il s'agit de la cathédrale du diocèse de Piazza Armerina. En février 1962, le pape Jean XXIII l'a élevée à la dignité de basilique mineure.

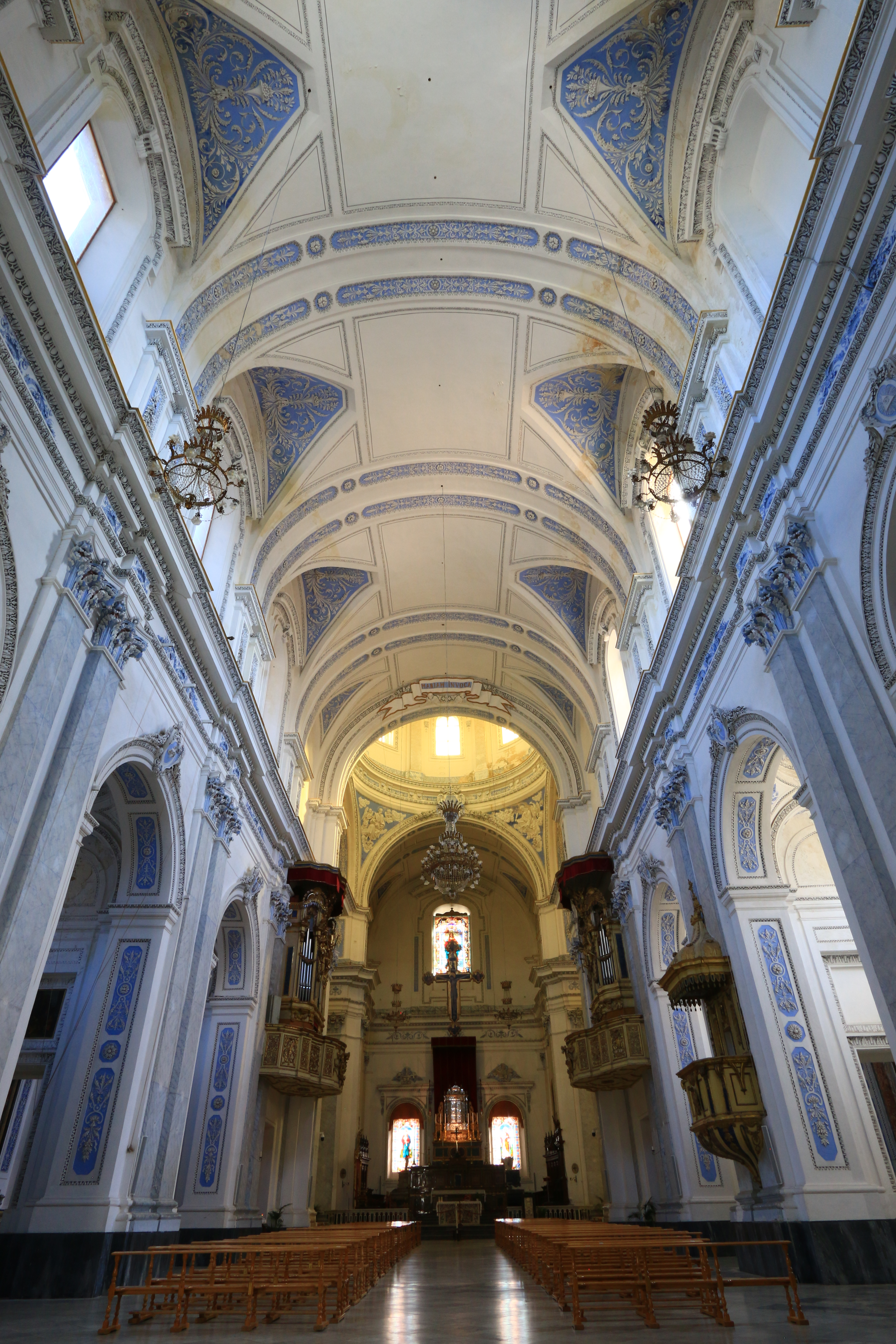
La nef principale.
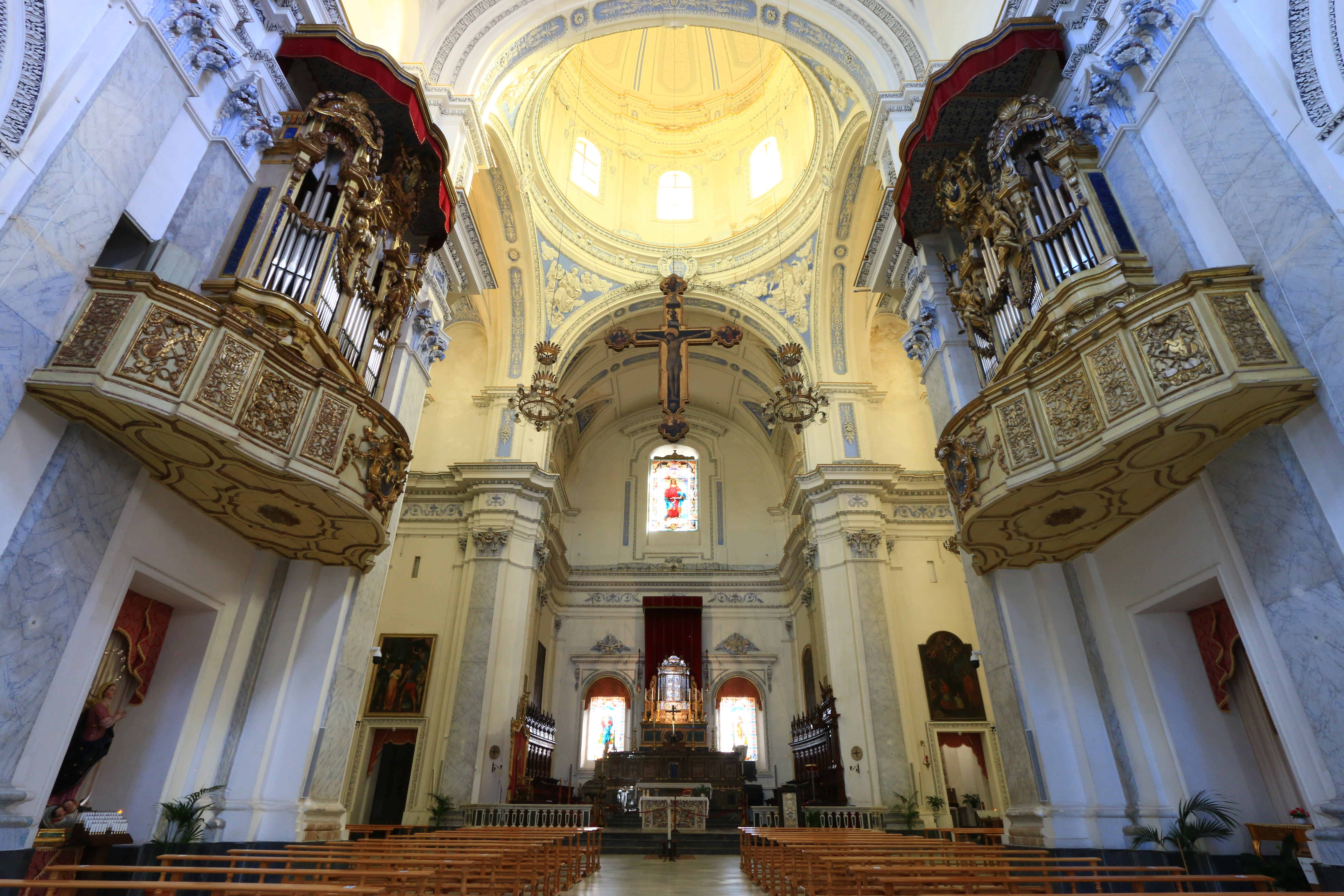
Les deux buffets d'orgue en bois doré.
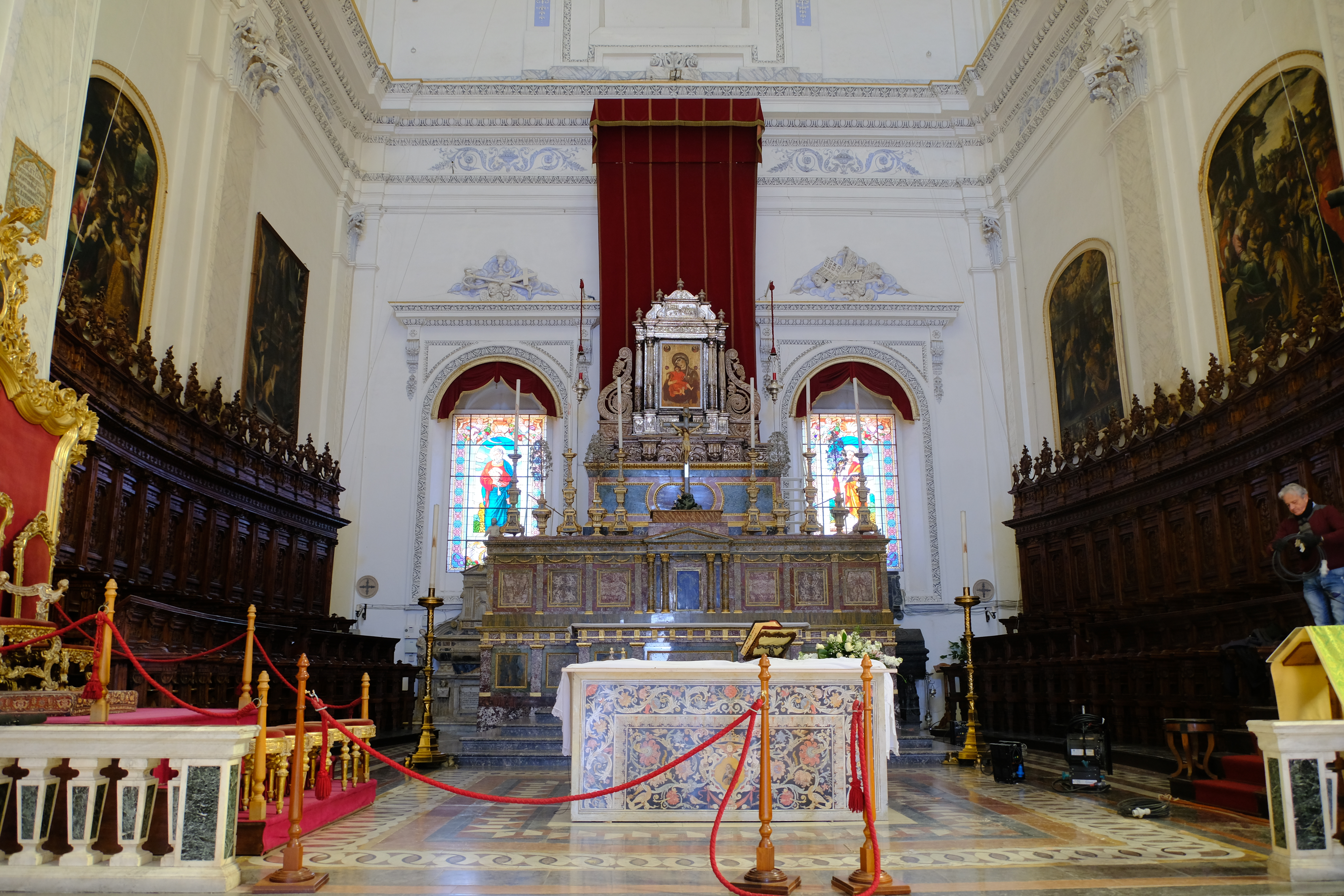
Le chœur et l'abside de la cathédrale.
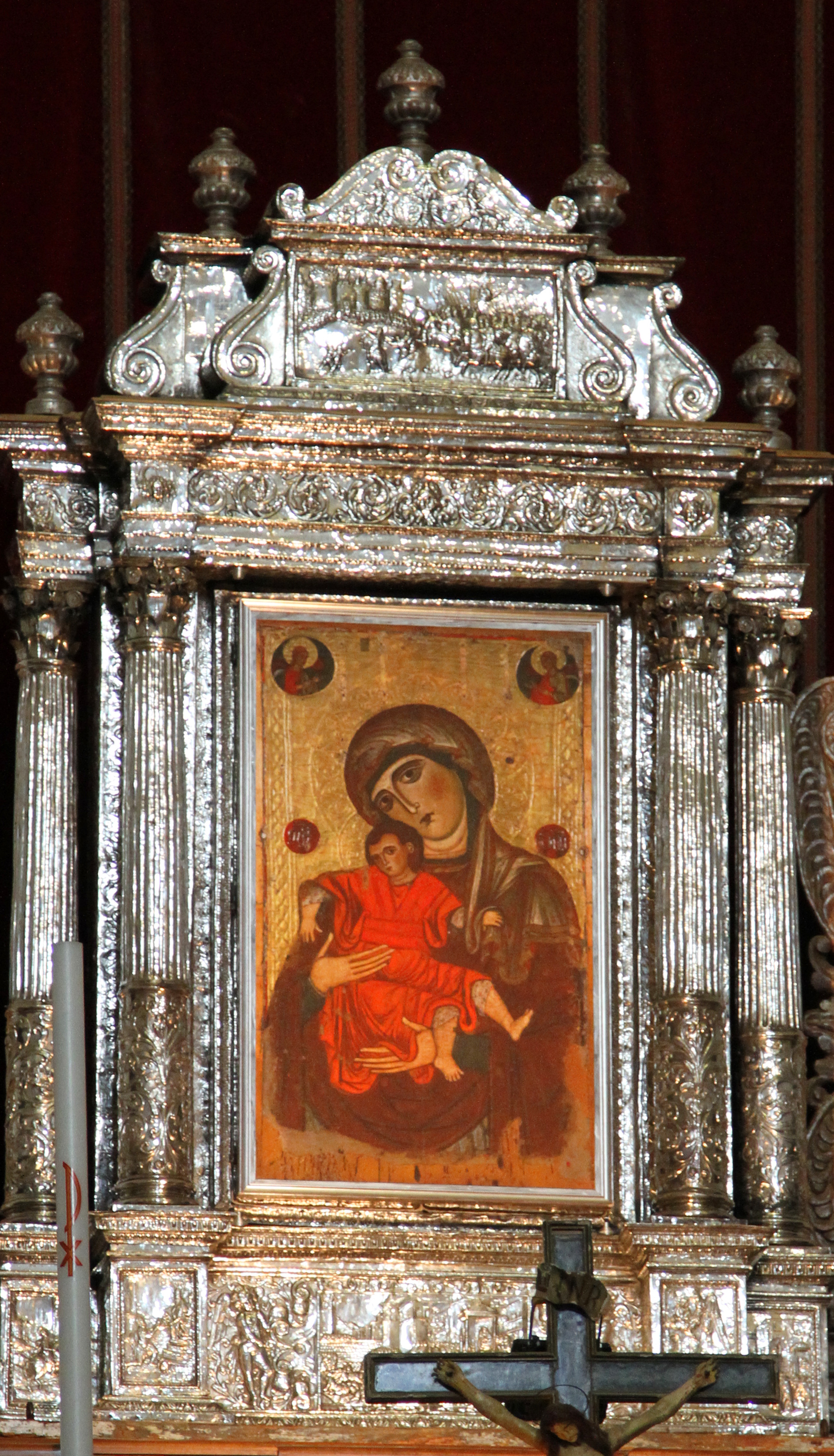
L'icône de la Très Sainte Marie des Victoires (Maria Santissima delle Vittorie).